# 후지타 사키
후지타 사키(일본어: 藤田 咲, 1984년 10월 19일 ~ )는 일본의 여자 성우이다. 본명은 후지타 사키코(일본어: 藤田 咲子) 도쿄도 출신 아트비전 소속.
하츠네 미쿠의 성우로 유명하다.

## 약력
- 2003년 포니캐넌이 주최한 ‘VOICE ARTIST&SINGER AUDITION『VS오디션2003』’에서 심사위원 특별상을 수상(대상은 키타무라 에리)
- 2004년 4월부터 2006년 7월까지 ‘아니메TV(일본어: アニメTV)’에서 리포터로 활동
- 2005년 9월 본명에서 현재 이름으로 개명
- 2007년 8월 출시된 음성합성 소프트웨어 VOCALOID2의 캐릭터 보컬 시리즈 하츠네 미쿠의 음성을 담당
- 2013년 9월 출시된 음성합성 소프트웨어 VOCALOID3의 하츠네 미쿠 V3의 음성을 담당

## 출연작

### TV 애니메이션
2005년
- 해피세븐 (사사키 토모미)

2006년
- 츠요키스 Cool×Sweet (카니자와 키누)
- 토키메키 메모리얼 Only Love (야요이 미나)

2007년
- 학교 유토피아 마나비 스트레이트! (오오도리 모모하)

2008년
- 가면의 메이드가이 (엘리자베스 K. 스트로베리필드)
- 속・안녕, 절망선생 (하츠네 미쿠)
- 벚꽃 사중주 (나나미 아오)

2009년
- 하늘의 유실물 (토모코)
- 지옥소녀 삼정 (코즈에)

2010년
- 엔젤 비츠! (히토미)
- 오오카미카쿠시 (쿠즈미 마나)
- 섬광의 나이트레이드 (후란)
- 듀라라라!! (히지리베 루리)
- WORKING!! (이나미 마히루)
- 전설의 용자의 전설 (밀크 캐러드)

2011년
- A채널 (여학생)
- SKET DANCE (하나다 야마코, 사토나카 마리코)
- 유루유리 (스기우라 아야노)
- WORKING'!! (이나미 마히루)

2012년
- 유루유리♪♪ (스기우라 아야노)

2013년
- 벚꽃사중주 - 꽃의 노래♪♪ (나나미 아오)
- 진격의 거인 1기 - 유미르

2014년
- 미확인으로 진행형 (스에츠기 코노하)

2015년
- 유루유리 산☆하이! (스기우라 아야노)
- 함대 컬렉션 (아카기)
- Go! 프린세스 프리큐어 - (체리/선대 플로라)
- [[진격! 거인 중학교 - 유미르
- WORKING!!! (이나미 마히루)

2017년
- 키라키라☆프리큐어 아라모드 - (코토즈메 유카리/큐어 마카롱)
- 진격의 거인 2기 - 유미르

2018년
- 신칸센 변형로보 신카리온 - (하츠네 미쿠)

### 극장판 애니메이션
2023년
- 극장판 프리큐어 올스타즈 F (큐어 마카롱)

2025년
- 극장판 프로젝트 세카이 부서진 세카이와 전해지지 않는 미쿠의 노래 (하츠네 미쿠)

### OVA
- 베이비 프린세스 파라다이스 0(러브) (츠라라)
- 아키바짱 (밀크짱)
- 유루유리 나츄야츄미 (스기우라 아야노)

### 웹 애니메이션
- 방과후의 플레이아데스 (나나코)

### 라디오
- 라디오 유토피아 마나비 스트레이트! (인터넷 라디오, 이노우에 마리나와 공동 진행, 2007년 2월 - 4월)
- 라디오닷아이 후지타 사키의 사알짝 개화선언! (2007년 4월 - 6월)
- 후지타 사키의 Fomula Smile (인터넷 라디오, 2007년 10월 - 2008년 7월)
- 후지타 사키의 소리가 나는 상자정원 (분카방송 아니스파 내 미니코너&인터넷 라디오, 2008년 4월 - 2009년 3월)
- 후지타 사키·타무라 무츠미의 난야칸야 (라디오 칸사이&초!A&G+, 2009년 10월 - )

### 게임
- 무장신희 BATTLE RONDO (전투기형 MMS 아스카)
- 아가레스트 전기 제로 (2009년 12월 3일 발매)
- 함대 컬렉션(칸코레) (아카기, 후소, 야마시로, 카게로우, 시라누이, 쿠로시오, 유키카제)
- 영원한 7일의 도시 (에루비)

### 기타
- 후지타 사키와 시모다 아사미의 TDKI (인터넷 동영상 방송, 2007년 12월 - 2008년 2월)
- 환상악단 사운드 호라이즌(Sound Horizon)의 일곱 번째 정식앨범 7th story 「Marchen」에 엘리제 역으로 참가.